# Doktor Who – seria 1 (2005)
Pierwsza seria nowej wersji (chronologicznie 27.)  brytyjskiego serialu science-fiction pt. Doktor Who rozpoczęła się 26 marca 2005 wraz z premierą odcinka Rose, a zakończyła się 18 czerwca 2005 odcinkiem Każdy swoją drogą. Był to pierwszy sezon serialu po 16-letniej przerwie po tym, jak jego produkcja została zawieszona w 1989 roku i 9 lat po emisji filmu telewizyjnego z udziałem Paula McGanna.
Przywrócenie produkcji serial zawdzięcza długoletniemu fanowi serialu Russellowi T Daviesowi. Seria składa się z 13 odcinków, osiem spośród których napisał Davies. Julie Gardner, Mal Young oraz Russel T Davies obejmowali stanowisko producentów wykonawczych, a Phil Collinson był producentem sezonu.
Motywem głównym serii jest pojawiający się w większości odcinków napis: "Zły Wilk". Znaczenie tych słów zostaje rozwikłane w finale sezonu. Wątkami pobocznymi dla tej serii są m.in. relacje pomiędzy Rose i Doktorem, a także związek Rose i Mickeya.

## Obsada
Aktor Christopher Eccleston został obsadzony w roli dziewiątego wcielenia Doktora. Przez cały sezon towarzyszy mu Rose Tyler (Billie Piper). W odcinkach Dalek i Długa gra pojawia się w głównej roli również Adam Mitchell (Bruno Langley), a od odcinka Puste dziecko do zakończenia sezonu jako towarzysz pojawia się kapitan Jack Harkness (John Barrowman).
W sezonie pojawiają się również nowe postacie, w tym: Mickey Smith (Noel Clarke), Jackie Tyler (Camille Coduri), Harriet Jones (Penelope Wilton) czy Pete Tyler (Shaun Dingwall).
W ostatnim odcinku serii, Każdy swoją drogą, Doktor po raz kolejny przechodzi proces regeneracji. Do roli kolejnego, już dziesiątego Doktora producenci serialu wyznaczyli szkockiego aktora, Davida Tennanta.
Zamiar odejścia Ecclestona z serialu po jednym sezonie został ogłoszony 30 marca 2005, krótko po wyemitowaniu pierwszego odcinka. W ogłoszeniu wydanym przez BBC powodem rezygnacji była obawa aktora przed zostaniem na stałe przypisanym do roli. 4 kwietnia 2005 okazało się jednak, że ogłoszenie zostało wydane bez wiedzy i zgody aktora. BBC przyznało, że złamało w ten sposób umowę zawartą z Ecclestonem, dotyczącą nieujawnienia zamiaru jego odejścia po jednym sezonie. W wywiadzie przeprowadzonym z aktorem w 2010 roku, Eccleston ujawnił, że powodem odejścia z serialu były warunki pracy, w jakich on i reszta obsady oraz ekipy realizatorskiej musieli pracować, ale jest dumny z tego, że mógł zagrać tę rolę.

## Odcinki
| N/o | #     | Tytuł                             | Tytuł polski                                      | Reżyseria   | Scenariusz       | Uwagi     | Premiera                          | Premiera w Polsce (TVP1)                  |
| --- | ----- | --------------------------------- | ------------------------------------------------- | ----------- | ---------------- | --------- | --------------------------------- | ----------------------------------------- |
| 157 | 1     | Rose                              | Rose                                              | Keith Boak  | Russell T Davies | 1 odcinek | 26 marca 2005                     | 1 października 2006                       |
| W piwnicy sklepu w którym pracuje młoda ekspedientka Rose Tyler, manekiny nagle ożywają i próbują ją zabić. Tajemniczy mężczyzna, który przedstawia się jej jako Doktor, ratuje jej życie, a następnie wysadza budynek sklepu. Następnego dnia, Rose razem ze swoim chłopakiem Mickeyem Smithem szuka odpowiedzi na nurtujące ją pytania dotyczące osoby Doktora. W tym celu odwiedza człowieka imieniem Clive, który zajmuje się teoriami spiskowymi. Podczas gdy Rose zajęta jest rozmową, Mickey zostaje porwany, a następnie na jego miejsce zostaje podstawiony plastikowy duplikat. W wyniku splotu przypadków Rose ponownie spotyka Doktora, który demaskuje plastikowy duplikat. Następnie, wspólnie z Rose lokalizują nadajnik, dzięki któremu, jak Doktor wyjaśnia, Świadomość Nestene kontroluje zrobionych z plastiku Autonów. W wyniku nieudanej próby pertraktacji, Autonowie zaczynają zabijać przypadkowych ludzi. Rose ratuje Doktora (i wszystkich ludzi) z opresji, a następnie, zaproszona, decyduje się na podróżowanie z Doktorem, zostawiając Mickeya na Ziemi. |       |                                   |                                                   |             |                  |           |                                   |                                           |
| 158 | 2     | The End of the World              | Koniec świata                                     | Euros Lyn   | Russell T Davies | 1 odcinek | 2 kwietnia 2005                   | 8 października 2006                       |
| Doktor zabiera Rose 5 miliardów lat w przyszłość, na stację kosmiczną stacjonującą w pobliżu Ziemi, która obserwuje rozszerzające się Słońce i koniec istnienia planety Ziemia. Wśród elitarnych gości stacji kosmicznej jest Lady Cassandra, która z dumą uważa się za ostatniego czystej krwi człowieka. |       |                                   |                                                   |             |                  |           |                                   |                                           |
| 159 | 3     | The Unquiet Dead                  | Niespokojni nieboszczycy                          | Euros Lyn   | Mark Gatiss      | 1 odcinek | 9 kwietnia 2005                   | 15 października 2006                      |
| Doktor i Rose podróżują do Cardiff w roku 1869, gdzie odkrywają zakład pogrzebowy prowadzony przez Gabriela Sneeda oraz jego pomocnicę Gwyneth. W owym zakładzie nieboszczycy są opętywani przez tajemnicze gazowe byty. W wyniku wydarzeń spotykają również przebywającego wtenczas w Cardiff Charlesa Dickensa, który pomaga im w śledztwie. |       |                                   |                                                   |             |                  |           |                                   |                                           |
| 160 | 4 5   | Aliens of London World War Three  | Kosmici z Londynu Trzecia Wojna Światowa          | Keith Boak  | Russell T Davies | 2 odcinki | 16 kwietnia 2005 23 kwietnia 2005 | 22 października 2006 29 października 2006 |
| Doktor zabiera Rose do domu, ale okazuje się, że przybywają rok po tym jak wyruszyła. Jej matka Jackie jest wściekła na Doktora, a Mickey był oskarżony o morderstwo Rose. Rose i Doktor obserwują jak statek kosmiczny rozbija się o Big Bena i spada do Tamizy. Doktor wyczuwa podstęp i ma rację – pilotem została zmodyfikowana genetycznie świnia, a według wyliczeń TARDIS statek wystartował z Ziemi. Na dodatek premier zaginął w tajemniczych okolicznościach, a na 10 Downing Street zostaje zaaranżowane spotkanie wszystkich najważniejszych ekspertów od życia pozaziemskiego. |       |                                   |                                                   |             |                  |           |                                   |                                           |
| 161 | 6     | Dalek                             | Dalek                                             | Joe Ahearne | Robert Shearman  | 1 odcinek | 30 kwietnia 2005                  | 4 listopada 2006                          |
| TARDIS zbacza z kursu wiedziony sygnałem o pomoc i ląduje niedaleko Salt Lake City w Utah w 2012 roku, w podziemnym bunkrze-muzeum. Bunkier należy do Henry'ego van Stattena, bogatego kolekcjonera przedmiotów z kosmosu. Doktor z przerażeniem odkrywa jeden z jego żywych eksponatów – jest nim ocalały z Wojny Czasu Dalek, przedstawiciel rasy najbardziej wrogiej Doktorowi i Władcom Czasu. Rose spotyka Adama Mitchella, któremu proponuje podróż z Doktorem w TARDIS. |       |                                   |                                                   |             |                  |           |                                   |                                           |
| 162 | 7     | The Long Game                     | Długa gra (Długa rozgrywka)                       | Brian Grant | Russell T Davies | 1 odcinek | 7 maja 2005                       | 18 listopada 2006                         |
| Doktor, Rose i Adam odwiedzają rok 200000 i trafiają na stację kosmiczną zwaną Satelita 5, odpowiedzialną za przemysł telewizyjny na Ziemi. Edytor zaprasza Doktora i Rose na elitarne piętro 500, gdzie przedstawia ich stworzeniu zwanemu jako Jagrafess, co daje mu pretekst do uwięzienia Doktora i Rose. W międzyczasie Adam decyduje się na zainstalowanie w swojej głowie przekaźnika, dzięki któremu następnie przesyła wiedzę z przyszłości na pocztę głosową w swoim domu. |       |                                   |                                                   |             |                  |           |                                   |                                           |
| 163 | 8     | Father’s Day                      | Dzień Ojca                                        | Joe Ahearne | Paul Cornell     | 1 odcinek | 14 maja 2005                      | 25 listopada 2006                         |
| Rose prosi Doktora by zabrał ją w podróż do dnia w którym zginął w wypadku jej ojciec. Wbrew ostrzeżeniom Doktora Rose ratuje ojca, co powoduje paradoks. Powoduje to kłótnie pomiędzy Rose i Doktorem, przy której Doktor postanawia odlecieć bez niej. Jednak kiedy wraca do TARDIS, okazuje się ona zwykłą budką policyjną. Dodatkowo na niebie zaczynają latać istoty, przypominające smoki, które zjadają ludzi. |       |                                   |                                                   |             |                  |           |                                   |                                           |
| 164 | 9 10  | The Empty Child The Doctor Dances | Puste dziecko (Dziecko bez wnętrza) Doktor tańczy | James Hawes | Steven Moffat    | 2 odcinki | 21 maja 2005 28 maja 2005         | 2 grudnia 2006 9 grudnia 2006             |
| Ścigając tajemniczy przedmiot przez wir czasu, Doktor i Rose lądują w czasach II wojny światowej w Londynie w czasie nalotów. Tam napotykają chłopca w masce gazowej pytającego o swoją matkę. Doktor spotyka również Nancy która wydaje się znać chłopca i jego powiązania z obiektem, którego ścigał wcześniej Doktor przez wir czasu. Rose napotyka Jacka Harknessa, byłego agenta czasu który proponuje jej zakup wartościowego ładunku. |       |                                   |                                                   |             |                  |           |                                   |                                           |
| 165 | 11    | Boom Town                         | Boom w mieście (Atomowe miasto)                   | Joe Ahearne | Russell T Davies | 1 odcinek | 4 czerwca 2005                    | 16 grudnia 2006                           |
| Doktor, Rose i Jack odwiedzają Cardiff, by zatankować TARDIS energią ze szczeliny czasoprzestrzennej. Bohaterowie odkrywają, że Slitheen podszywająca się pod Margaret Blaine została prezydentem Cardiff. Doktor jest podejrzliwy względem niej i bohaterowie po konfrontacji z nią odkrywają, że nowa burmistrz jest zaangażowana w projekt elektrowni jądrowej, która byłaby w stanie otworzyć szczelinę czasoprzestrzenną i przy okazji zniszczyć Ziemię, co, dzięki zdobytemu urządzeniu, dałoby pani burmistrz możliwość ucieczki z planety. |       |                                   |                                                   |             |                  |           |                                   |                                           |
| 166 | 12 13 | Bad Wolf The Parting of the Ways  | Zły wilk Każdy swoją drogą (Rozstanie)            | Joe Ahearne | Russell T Davies | 2 odcinki | 11 czerwca 2005 18 czerwca 2005   | 23 grudnia 2006 30 grudnia 2006           |
| Doktor, Rose i Jack budzą się jako uczestnicy różnych gier i reality show, nie wiedząc jak się do nich dostali. Doktor budzi się w Domu Wielkiego Brata, Rose jako zawodnik w teleturnieju Najsłabsze ogniwo, który prowadzi Anne Droid (dezintegrująca wytypowane najsłabsze ogniwo po każdej kolejnej rundzie), natomiast Jack trafia do odpowiednika programu Jak się nie ubierać. Doktor i Jack uciekają z programów, a Doktor odkrywa, że ponownie znaleźli się na Satelicie 5, 100 lat po ostatniej wizycie. |       |                                   |                                                   |             |                  |           |                                   |                                           |

1. ↑  Tytuł polski podany za lektorem polskiej wersji językowej wyprodukowanej na zlecenie BBC Worldwide. Drugi tytuł podany został za programem telewizyjnym Programu I Telewizji Polskiej jeśli inny niż pierwszy.
2. ↑  Daty premier podane za programem telewizyjnym Programu I Telewizji Polskiej opublikowanym w bazie TVP

## Nagrody
W 2006 roku scenariusz do odcinków Puste dziecko / Doktor tańczy otrzymał nagrodę Hugo w kategorii najlepsza prezentacja dramatyczna (krótka forma). Do tej nagrody nominowane w tej samej kategorii były także odcinki Dalek oraz Dzień ojca.

## Wersja na DVD
| Nazwa                                                                                    | Ilość i czas odcinków | Region 2                                           | Region 4                                      | Region 1                                                              |
| ---------------------------------------------------------------------------------------- | --------------------- | -------------------------------------------------- | --------------------------------------------- | --------------------------------------------------------------------- |
| Doctor Who: Volume 1 zawiera odcinki: Rose Koniec świata Niespokojni nieboszczycy        | 3 × 45 min.           | 16 maja 2005                                       | 17 czerwca 2005                               | 7 listopada 2006                                                      |
| Doctor Who: Volume 2 zawiera odcinki: Kosmici z Londynu / Trzecia Wojna Światowa Dalek   | 3 × 45 min.           | 13 czerwca 2005                                    | 3 sierpnia 2005                               | 7 listopada 2006                                                      |
| Doctor Who: Volume 3 zawiera odcinki: Długa gra Dzień Ojca Puste dziecko / Doktor tańczy | 4 × 45 min.           | 1 sierpnia 2005                                    | 31 sierpnia 2005                              | 7 listopada 2006                                                      |
| Doctor Who: Volume 4 zawiera odcinki: Boom w mieście Zły wilk / Każdy swoją drogą        | 3 × 45 min.           | 5 września 2005                                    | 6 października 2005                           | 7 listopada 2006                                                      |
| Doctor Who: The Complete First Series                                                    | 13 × 45 min.          | 21 listopada 2005 (DVD) 4 listopada 2013 (Blu-ray) | 8 grudnia 2005 (DVD) 4 grudnia 2013 (Blu-ray) | 14 lutego 2006 (Kanada) 4 lipca 2006 (USA) 5 listopada 2013 (Blu-ray) |

### Polska
W Polsce pierwszy sezon został wydany na DVD w jednym opakowaniu, które zawiera wszystkie 13 odcinków sezonu pierwszego. Zestaw pojawił się na rynku 20 września 2007 roku. Dystrybutorem na terenie kraju jest Best Film. W opcjach dostępna jest zarówno wersja z lektorem jak i napisy.